# Kurt Cobain: About a Son
Kurt Cobain: About a Son és una pel·lícula documental nord-americana de 2006 sobre el músic de rock i grunge nord-americà Kurt Cobain, dirigida per AJ Schnack. Va debutar al Festival Internacional de Cinema de Toronto de 2006 i va ser produïda per Sidetrack Films. El documental inclou enregistraments d'àudio d'entrevistes entre Cobain i el periodista Michael Azerrad fetes per al llibre Come as You Are: The Story of Nirvana, ambientades sobre cinematografia ambiental dels llocs que Kurt Cobain va anomenar la seva llar, principalment Aberdeen, Olympia i Seattle. La pel·lícula es va presentar a nombrosos festivals de cinema i va ser nominada al premi Independent Spirit's Truer than Fiction de 2007. El DVD, que va ser llançat per Shout! Factory el febrer de 2008, inclou entrevistes addicionals i comentaris de Michael Azerrad i AJ Schnack. Shout! Factory també va publicar la primera edició en Blu-ray del documental el 6 d'octubre de 2009.

## Banda sonora
1. Steve Fisk i Benjamin Gibbard – Overture
2. "Motorcycle Song" - Arlo Guthrie
3. "It's late" - Queen
4. "Downed": truc barat
5. "Eye Flys" - Melvins
6. Àudio: Punk Rock
7. "My Family's a Little Weird" - MDC
8. "Banned in DC" - Bad Brains
9. "⁣Up Around the Bend" - Creedence Clearwater Revival
10. "Kerosene" - Big Black
11. "Put Some Sugar on It" - Mitjà japonès
12. "Include Me Out" – Young Marble Giants
13. "Round Two" – Pasties
14. "Son of a Gun" – The Vaselines
15. "Graveyard" - Butthole Surfers
16. Audio: Hardcore Was Dead
17. "Owner's Lament" - Scratch Acid
18. "Iris" - The Breeders
19. "Touch Me I'm Sick" – Mudhoney
20. Audio: Car Radio
21. "The Passenger" – Iggy Pop
22. "Star Sign" – Teenage Fanclub
23. "The Bourgeois Blues" - Lead Belly
24. "New Orleans Instrumental No. 1" – REM
25. Àudio: The Limelight
26. "The Man Who Sold the World" – David Bowie
27. "Museu" - Mark Lanegan
28. "Indian Summer" – Ben Gibbard

## Premis
- Millor documental - Festival de cinema de San Diego 2007[5]